# Anglo-Perzische Oorlog
De Anglo-Perzische Oorlog was een oorlog die in de jaren 1856 en 1857 tussen het Verenigd Koninkrijk en de Iraanse dynastie van de Kadjaren uitgevochten werd. De oorlog ontstond toen het Verenigd Koninkrijk een poging van de Kadjaren verijdelde om de stad Herat te claimen. Herat lag in Zuidoost-Khorasan, van oudsher deel van Groot-Iran, maar verklaarde zich onder Britse invloed onafhankelijk onder een eigen emir.

## Achtergrond
De oorlog vond plaats in de context van The Great Game, het conflict tussen Rusland en het Verenigd Koninkrijk over de macht over Centraal Azië. In dit conflict wilde het Verenigd Koninkrijk Afghanistan behouden als onafhankelijk land onder Britse invloed. Op deze manier kon Afghanistan als bufferzone met Rusland dienen. Perzië wilde echter zijn eigen invloed in het gebied behouden. De Britten hadden hier problemen mee, vooral omdat Perzië tijdens de Russisch-Perzische oorlogen de uitbreiding van het Russische Rijk niet tegen had kunnen houden. Desondanks onthielden zij ervan Perzië binnen te vallen.
Hiernaast was er nog een incident tussen Perzië en de Britten, aangaande het idee van de Britten om Meerza Hashem Khan te benoemen als ambassadeur in Teheran. De Perzen waren het hier niet mee eens, waardoor een conflict ontstond. Dit escaleerde toen er geruchten opdoken dat de ambassadeur een ongepaste relatie had met de zus van de vrouw van de Perzische sjah. Het conflict escaleerde nog verder toen de Perzen overgingen tot het arresteren van de vrouw. Toen de Perzen weigerden haar vrij te laten brak de Britse ambassadeur de relaties met Perzië en werd het Britse leger gemobiliseerd. Nadat nu ook Herat zich onafhankelijk verklaarde en zich onder Britse invloedssferen bracht was de oorlog begonnen.

## Ontwikkelingen in 1856
De Britten hadden twee mogelijkheden. Ten eerste konden ze een landexpeditie door Afghanistan uitzetten, en ten tweede konden ze Perzië vanuit het zuiden aanvallen via de Perzische Golf. Ze kozen voor de tweede optie, en om de Perzen aan te vallen rond de kleine stad Bushehr aan de Perzische zuidkust. Ze vielen aan met een leger van 2300 Britse en 3400 Indische soldaten.
De troepen van beide partijen ontmoetten elkaar voor het eerst op 5 december 1956 in de slag om Bushehr, waar de Britten een fort bij Rashir bestormden. Na een bombardement vanuit zee lukte het de Britten op 10 december de stad in te nemen. Hierna wachtten de troepen op versterking.

## Ontwikkelingen in 1857
Begin 1857 kwam de versterking voor het Britse leger aan. Hierna wist het door te dringen in Perzië. Het Perzische leger zocht niet de confrontatie op tot de Britten de stad Khushab hadden bereikt en er een kamp hadden gebouwd. Daar besloten ze het Britse leger aan te vallen in de slag om Khushab. De Britten wisten deze slag te winnen met 70-200 gevallen soldaten voor de Perzen.
Hierna drong het Britse leger door naar het noorden van de Perzische Golf waar ze weer de confrontatie zochten met de Perzen bij de steden Koramsjar en Ahvaz. Beide steden konden ingenomen worden.
Op 4 maart werd er vrede gesloten in Parijs, waarmee het conflict werd beëindigd en Perzië akkoord om zich terug te trekken uit Herat.